# Die Young (bài hát của Kesha)
"Die Young" là một bài hát của nghệ sĩ thu âm người Mỹ Kesha nằm trong album phòng thu thứ hai của cô, Warrior (2012). Nó được phát hành vào ngày 25 tháng 9 năm 2012 như là đĩa đơn đầu tiên trích từ album bởi RCA Records và Kemosabe Records. Bài hát được đồng viết lời bởi Kesha với những nhà sản xuất nó Dr. Luke, Cirkut và Benny Blanco, đồng thời là những cộng tác viên quen thuộc trong khoảng thời gian đầu sự nghiệp của cô, bên cạnh sự tham gia đồng viết lời từ giọng ca chính của ban nhạc Fun. là Nate Ruess. Được lấy cảm hứng từ những chuyến du lịch vòng quanh thế giới và việc bắt đầu theo đuổi một hành trình tâm linh của nữ ca sĩ, "Die Young" là một bản electropop mang nội dung đề cập đến việc mỗi người phải sống hết mình cho từng ngày như là lần cuối cùng và luôn luôn có một tinh thần trẻ trung cho dù bản thân bao nhiêu tuổi, đã thu hút nhiều sự so sánh với một số tác phẩm của Dr. Luke từng sản xuất cho những nghệ sĩ khác như Katy Perry, Flo Rida và Jessie J.
Sau khi phát hành, "Die Young" nhận được những phản ứng trái chiều từ các nhà phê bình âm nhạc, trong đó họ đánh giá cao giai điệu bắt tai, nội dung lời bài hát và nỗ lực của Kesha trong việc không sử dụng Auto-Tune, nhưng cũng vấp phải một số ý kiến chỉ trích về việc đơn điệu và không có sự đột phá so với những tác phẩm trước đây của nữ ca sĩ. Tuy nhiên, nó đã tiếp nhận những thành công vượt trội về mặt thương mại với việc lọt vào top 10 ở nhiều quốc gia, bao gồm những thị trường lớn như Úc, Áo, Canada, Hungary, Ý, Nhật Bản, New Zealand, Na Uy và Vương quốc Anh. Tại Hoa Kỳ, "Die Young" đạt vị trí thứ hai trên bảng xếp hạng Billboard Hot 100, trở thành đĩa đơn thứ tám liên tiếp của Kesha vươn đến top 10 tại đây. Tuy nhiên, nó đã bắt đầu bị xóa khỏi một số đài phát thanh sau vụ thảm sát tại Trường tiểu học Sandy Hook vào tháng 12 năm 2012 bởi một số thông điệp xung quanh bài hát, dẫn đến việc bị tụt hạng và không thể vươn đến vị trí số một.
Video ca nhạc cho "Die Young" được đạo diễn bởi Darren Craig, trong đó Kesha hóa thân thành một người lãnh đạo giáo phái và cùng với những đệ tử hư cấu của cô đột kích một ấp ở vùng nông thôn Mexico, trước khi tham gia vào nhiều hình thức vui chơi mang tính chất đồi trụy khác nhau. Để quảng bá bài hát, nữ ca sĩ đã trình diễn nó trên nhiều chương trình truyền hình và lễ trao giải lớn, bao gồm Conan, Today, The Tonight Show with Jay Leno, The X Factor Australia và giải thưởng Âm nhạc Mỹ năm 2012, cũng như trong nhiều chuyến lưu diễn của cô. Kể từ khi phát hành, "Die Young" đã xuất hiện trong nhiều tác phẩm điện ảnh và truyền hình, như Boom Town, Men, Women & Children, Mike and Dave Need Wedding Dates và Neighbors. Tính đến nay, nó đã bán được hơn 6 triệu bản trên toàn cầu, trở thành một trong những đĩa đơn bán chạy nhất mọi thời đại. Một phiên bản phối lại chính thức của bài hát với sự tham gia góp giọng của Juicy J, Wiz Khalifa và Becky G, cũng được phát hành.

## Danh sách bài hát
Tải kĩ thuật số
1. "Die Young" – 3:33

Đĩa CD
1. "Die Young" – 3:40
2. "Die Young" (không lời) – 3:33

Tải kĩ thuật số - Phối lại
1. "Die Young" (phối lại) (hợp tác với Juicy J, Wiz Khalifa & Becky G) – 4:02

## Xếp hạng
| Bảng xếp hạng (2012-13)                   | Vị trí cao nhất |
| ----------------------------------------- | --------------- |
| Úc (ARIA)                                 | 3               |
| Áo (Ö3 Austria Top 40)                    | 4               |
| Bỉ (Ultratop 50 Flanders)                 | 19              |
| Bỉ (Ultratop 50 Wallonia)                 | 13              |
| Canada (Canadian Hot 100)                 | 4               |
| Cộng hòa Séc (Rádio Top 100)              | 25              |
| Đan Mạch (Tracklisten)                    | 27              |
| Phần Lan (Suomen virallinen lista)        | 19              |
| Pháp (SNEP)                               | 12              |
| Đức (Official German Charts)              | 20              |
| Hungary (Rádiós Top 40)                   | 9               |
| Ireland (IRMA)                            | 14              |
| Ý (FIMI)                                  | 10              |
| Nhật Bản (Japan Hot 100)                  | 3               |
| Mexico Phát thanh (Billboard)             | 17              |
| Hà Lan (Single Top 100)                   | 56              |
| New Zealand (Recorded Music NZ)           | 9               |
| Na Uy (VG-lista)                          | 8               |
| Scotland (OCC)                            | 3               |
| Slovakia (Rádio Top 100)                  | 20              |
| Hàn Quốc (Gaon International Singles)     | 2               |
| Tây Ban Nha (PROMUSICAE)                  | 34              |
| Thụy Điển (Sverigetopplistan)             | 14              |
| Thụy Sĩ (Schweizer Hitparade)             | 23              |
| Anh Quốc (OCC)                            | 7               |
| Hoa Kỳ Billboard Hot 100                  | 2               |
| Hoa Kỳ Adult Pop Airplay (Billboard)      | 14              |
| Hoa Kỳ Dance Club Songs (Billboard)       | 8               |
| Hoa Kỳ Dance/Mix Show Airplay (Billboard) | 4               |
| Hoa Kỳ Pop Airplay (Billboard)            | 1               |
| Hoa Kỳ Rhythmic (Billboard)               | 10              |

| Bảng xếp hạng (2012)                     | Vị trí |
| ---------------------------------------- | ------ |
| Australia (ARIA)                         | 43     |
| Australia Dance (ARIA)                   | 5      |
| Canada (Canadian Hot 100)                | 93     |
| France (SNEP)                            | 162    |
| South Korea (Gaon International Singles) | 49     |
| UK Singles (Official Charts Company)     | 134    |
| US Billboard Hot 100                     | 85     |
| Bảng xếp hạng (2013)                     | Vị trí |
| Australia Dance (ARIA)                   | 46     |
| Canada (Canadian Hot 100)                | 55     |
| Hungary (Rádiós Top 40)                  | 80     |
| Italy (FIMI)                             | 65     |
| Japan (Japan Hot 100)                    | 68     |
| Japan Hot Overseas (Billboard Japan)     | 17     |
| Sweden (Sverigetopplistan)               | 94     |
| UK Singles (Official Charts Company)     | 119    |
| US Billboard Hot 100                     | 57     |
| US Dance/Mix Show Airplay (Billboard)    | 43     |
| US Pop Songs (Billboard)                 | 38     |

## Chứng nhận
| Quốc gia | Chứng nhận  | Số đơn vị/doanh số chứng nhận |
| --- | ----------- | ----------------------------- |
| Úc (ARIA) | 4× Bạch kim | 280.000‡                      |
| Canada (Music Canada) | Bạch kim    | 80.000*                       |
| Đan Mạch (IFPI Đan Mạch) | Vàng        | 15.000^                       |
| Đức (BVMI) | Vàng        | 250.000^                      |
| Ý (FIMI) | Bạch kim    | 30.000*                       |
| México (AMPROFON) | Bạch kim    | 60.000*                       |
| New Zealand (RMNZ) | Bạch kim    | 15.000*                       |
| Hàn Quốc (Gaon Chart) | —           | 240,300                       |
| Thụy Điển (GLF) | Bạch kim    | 20.000‡                       |
| Anh Quốc (BPI) | Vàng        | 400.000‡                      |
| Hoa Kỳ (RIAA) | 4× Bạch kim | 4.000.000‡                    |
| Venezuela (APFV) | 2× Bạch kim | 40.000^                       |
| Streaming |             |                               |
| Đan Mạch (IFPI Đan Mạch) | 2× Bạch kim | 2.800.000^                    |
| * Chứng nhận dựa theo doanh số tiêu thụ. ^ Chứng nhận dựa theo doanh số nhập hàng. ‡ Chứng nhận dựa theo doanh số tiêu thụ và phát trực tuyến. |             |                               |